# 伊图米林
伊图米林是巴西米纳斯吉拉斯州的一个市镇。总面积234.553平方公里，总人口6439人，人口密度27.5人/平方公里。